# 1737 în literatură
Anul 1737 în literatură a implicat o serie de evenimente și cărți noi semnificative.  